# 22027 Romanakofler
22027 Romanakofler este o planetă minoră (asteroid) din centura de asteroizi. A fost descoperită pe 5 decembrie 1999 la Catalina Station⁠(d) de Catalina Sky Survey. 
Obiectul prezintă o orbită caracterizată de o semiaxă mare de 2,321953 UAi, o excentricitate de 0,09, o înclinație de 5,70999 ° în raport cu ecliptica.